# Praga (Warschau)
Praga is een stadsdeel van Warschau, de hoofdstad van Polen. Het is gelegen langs de oostelijke oevers van de rivier de Wisla. De oudste documenten over Praga stammen uit 1432 en het stadsdeel was tot 1791 een aparte stad met eigen privileges. In 2021 telde het 180.066 inwoners.

## Bestuurlijke indeling
Het huidige Praga is bestuurlijk als volgt ingedeeld:
- Praga-Północ (Praga-Noord)
- Praga-Południe (Praga-Zuid)

Praga-Południe en Praga-Północ omvatten de volgende wijken:
- Saska Kępa
- Grochów
- Szmulowizna
- Gocław
- Kamionek

Bemowo · Białołęka · Bielany · Mokotów · Ochota · Praga · Rembertów · Śródmieście ·
Targówek · Ursus · Ursynów · Wawer · Wesoła · Wilanów · Włochy · Wola · Żoliborz